# Хорватія на Європейських іграх 2015
Хорватія на перших Європейських іграх у Баку була представлена 106 атлетами.

## Медалісти
| Медаль | Спортсмен         | Спорт     | Дисципліна                           |
| ------ | ----------------- | --------- | ------------------------------------ |
| Золото | Маша Мартінович   | Карате    | Понад 68 кг (жінки)                  |
| Срібло | Єлена Ковачевич   | Карате    | До 55 кг (жінки)                     |
| Срібло | Ана Занінович     | Тхеквондо | До 57 кг (жінки)                     |
| Срібло | Петар Горша       | Стрільба  | Гвинтівка з трьох позицій (чоловіки) |
| Срібло | Нікола Обравац    | Плавання  | 50 м брасом (чоловіки)               |
| Бронза | Ана Ленард        | Карате    | До 61 кг (жінки)                     |
| Бронза | Домінік Етлінгер  | Боротьба  | До 71 кг, греко-римська (чоловіки)   |
| Бронза | Луція Занінович   | Тхеквондо | До 49 кг (жінки)                     |
| Бронза | Іва Радош         | Тхеквондо | Понад 67 кг (жінки)                  |
| Бронза | Ведран Голец      | Тхеквондо | Понад 80 кг (чоловіки)               |
| Бронза | Йосіп Бепо Філіпі | Бокс      | До 91 кг (чоловіки)                  |